# Římská kuchyně

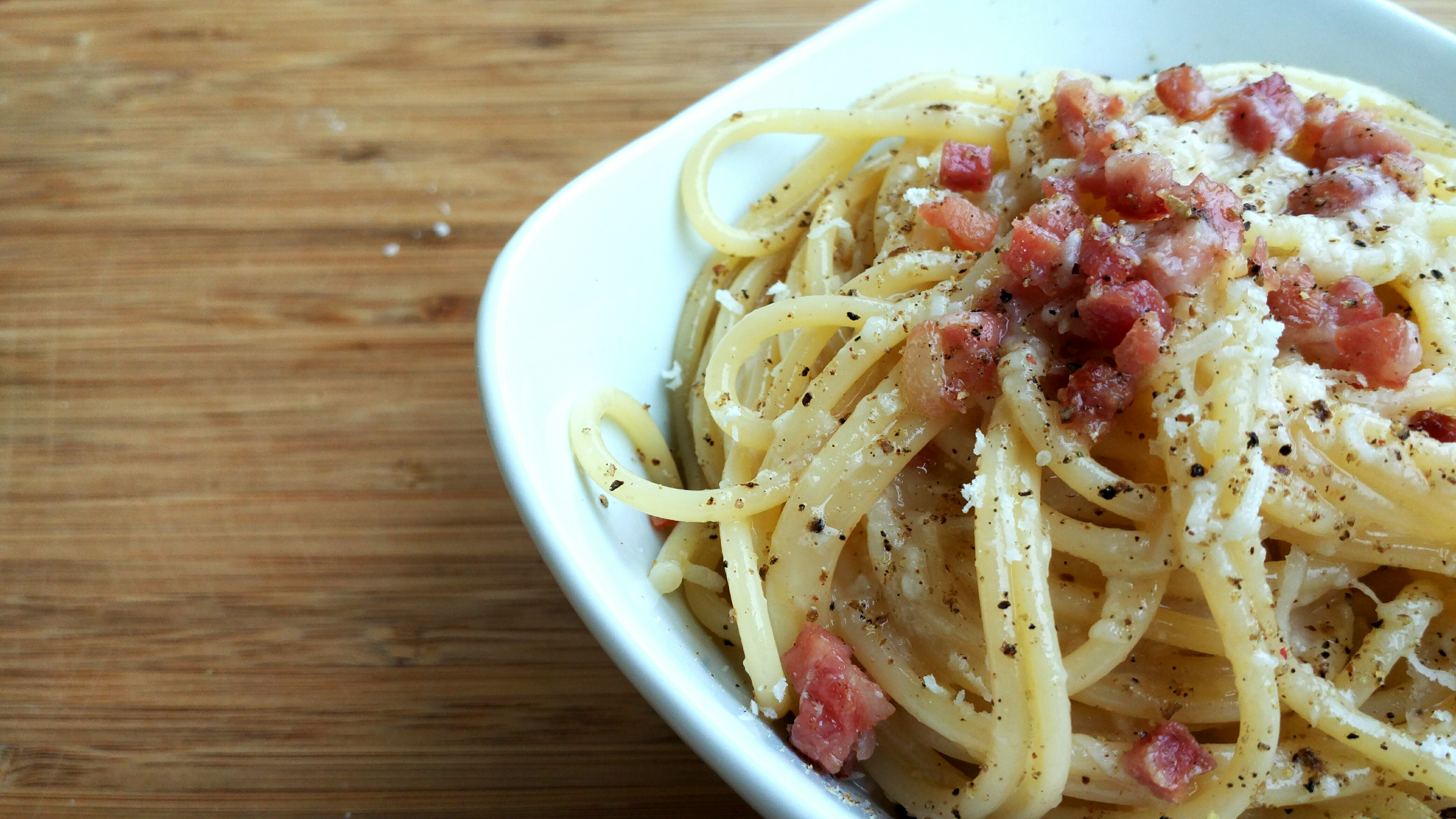
Carbonara

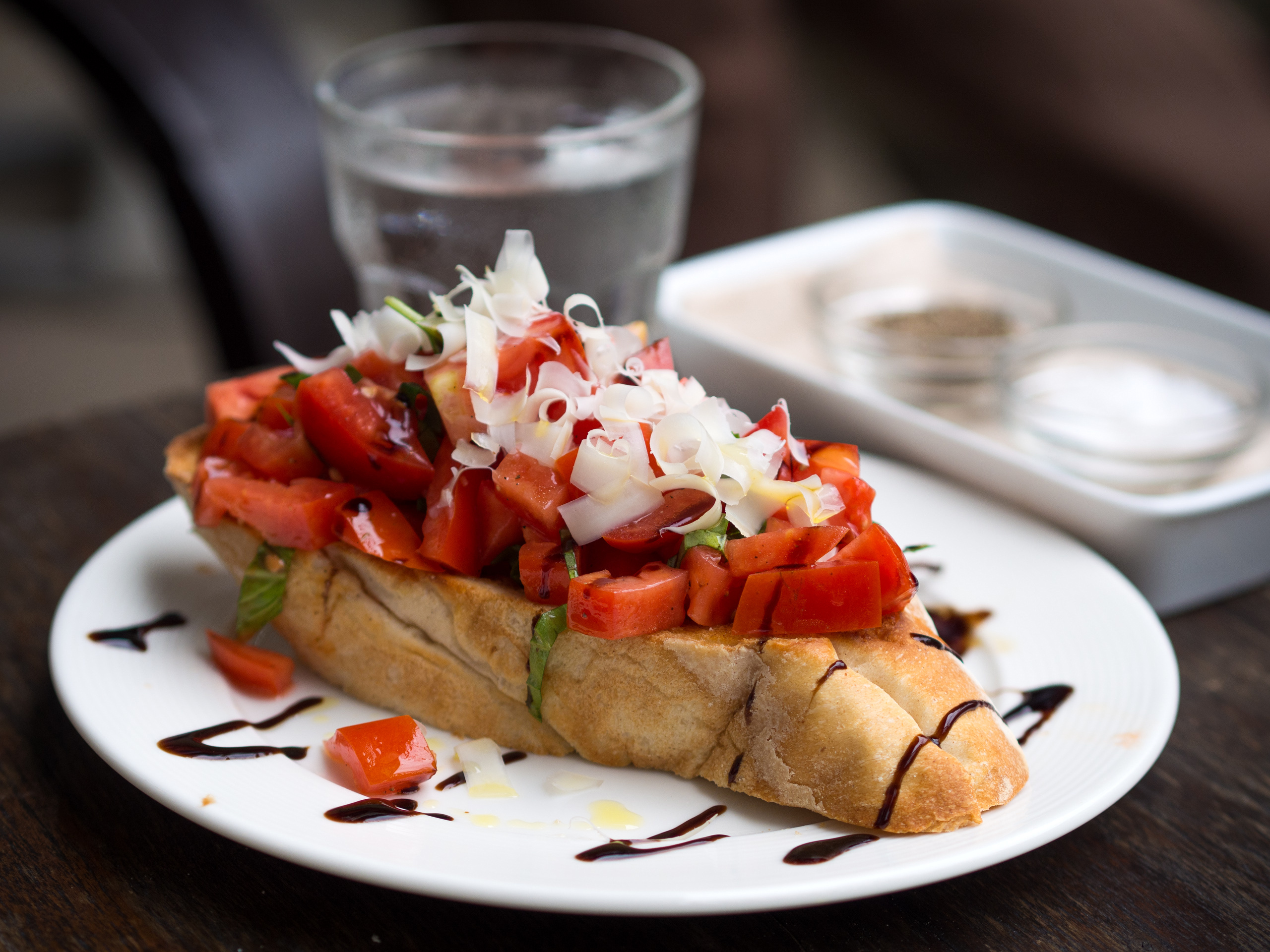
Bruschetta

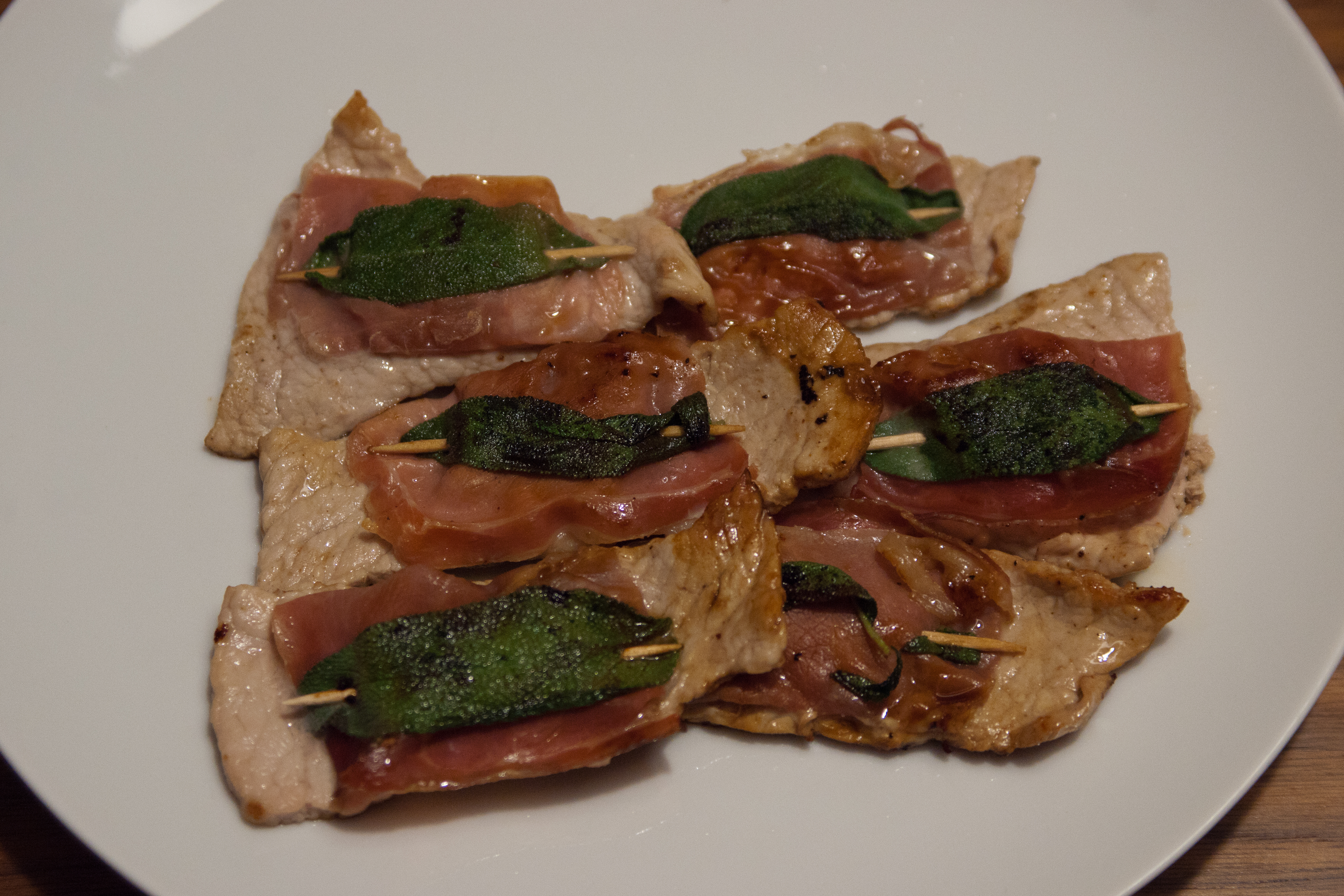
Saltimbocca

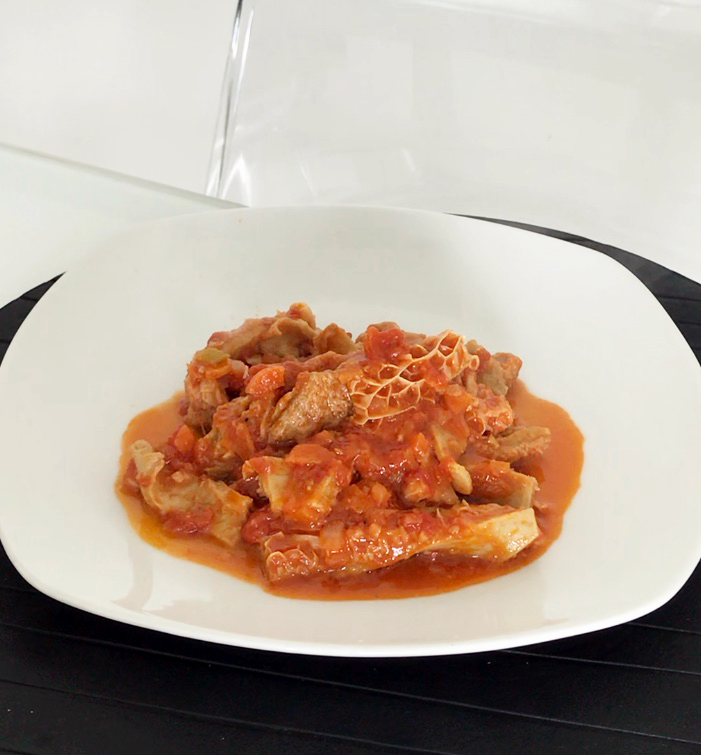
Trippa Alla Romana

Římská kuchyně (italsky: Cucina romana) je tradiční kuchyní hlavního města Itálie, Říma. Tradičně využívá suroviny z regionu Campagna Romana, jako hrášek, artyčoky, fazole, mušle, sýry (pecorino, ricotta) nebo olivový olej. Na smažení se nejčastěji používá sádlo.

## Příklady římských pokrmů
- Těstoviny – Cacio e pepe, jde o velmi jednoduchý pokrm skládající se pouze ze tří surovin: špagety, sýr Pecorino Romano, mletý černý pepř
- Noky
- Carbonara, pokrm ze špaget, sýra Pecorino Romano, žloutků, Guanciale ("slaniny") a špetky černého pepře
- Bruschetta, opečený chléb s rajčaty a olivovým olejem
- Saltimbocca, pokrm z telecí kotlety a parmské šunky, podávaný s lístkem šalvěje
- Trippa alla romana (dršťky po římsku), dršťky vařené v omáčce z rajčat a máty
- Baccalà, nasolovaná a sušená treska
- Carciofi alla Romana (artyčoky po římsku), artyčoky vařené s česnekem a petrželkou
- Dušený hovězí ocas
- Crostata, dort s ovocem a ricottou
- Rigatoni con la pajata, těstoviny rigatoni s omáčkou ze střev mladých telat, ve kterých je ponechána trávenina[1]
- Supplì, smažené rýžové koule
- Stracciatella, polévka z vývaru a rozmíchaných vajec.[2]
- Gelato, zmrzlina
- Bílé víno